# 印度尼西亞工黨
印度尼西亚工党（印尼語：Partai Buruh Indonesia，PBI），是印尼的一个政党。

## 印尼劳工阵线
印度尼西亞工黨前身為印尼的工會组织印度尼西亞勞工陣線。1945年9月15日，印度尼西亞勞工陣線召开大會，轉型為政黨，改名為「印度尼西亞工黨」。

## 轉型政党後
最初，印度尼西亞工黨，在日佔时期與日本人合作。然而，1946年，斯地亞齊结束在荷兰的流亡生活，回到印尼，隨後成为印度尼西亞工党的黨主席。在斯地亞齊的领导下，日本人合作者失去對黨的控制。 出於恐懼「無政府工團主義」在印度尼西亞工黨之中蔓延，蘇卡諾支持斯地亞齊控制印度尼西亞工黨。在斯地亞齊执政的第一年和半年时间里，该党与规模更大的社会党保持着密切的联系。
在印度尼西亞勞工陣線（BBI）轉變成印度尼西亞工黨（PBI）的過程中並非沒有異音。1945年12月31日，一支想專心发展工会的组织离开工黨，重新創立了印度尼西亞勞工陣線（BBI），並於稍後改名為Gasbi。

## 聯合內閣
印度尼西亞工党加入1946年5月成立的聯盟Konsenstrasi Nasional bloc。 1946年10月，政府納入數个政治力量的领导人。印度尼西亞工黨、社會黨、印度尼西亞社會主義青年與印度尼西亞共產黨等党派組成新的左翼聯合內閣，支持与荷兰的林牙耶蒂協議。 
1947年3月，中央印尼民族委員會的席位从200席扩大到514席。印度尼西亞工黨的席次从6席增加到35席。
1948年1月，印度尼西亞工黨和左翼內閣遭到反对。在接下来的一个月里，左翼內閣變成人民民主陣線 ，而印度尼西亞工黨为人民民主陣線的成员之一。 

## 婦女組織
劳工妇女阵线（BBW）是该党的妇女组织。领导 BBW 的是S.K.Trimurti，印尼首任劳動部长，於1947至1948年間，在阿米尔·谢里夫丁内阁任职。Trimurtii也是印度尼西亞工黨执行委员会的成员。

## 解散
1948年8月底，印度尼西亞工黨宣布并入印尼共产党。 斯地亞齊公开宣称自己是一名长期的共产主义者。
1949年12月，印度尼西亞工党一部分拒绝与共产党合并的成員，成立勞工黨，由印度尼西亞社会党前领导人 Iskandar Tedjasukmana领导。